# Zuzana Poliačková
Zuzana Poliačková, verheiratete Demianová (* 10. November 1975 in Žilina) ist eine ehemalige slowakische Tischtennis-Nationalspielerin. Sie wurde 1993 Jugend-Europameister.

## Werdegang
Zuzana Poliačková begann mit dem Tischtennissport 1984 beim Verein STO Rajecké Teplice, von 1985 bis 1988 spielte sie bei ZVL Žilina. Danach wechselte sie zu den Vereinen SVŠ Bratislava und STO Lokomotíva Bratislava (ab 1990 ŠKST Butterfly Bratislava), wo sie zwei Jahre lang von den Trainern Milan Mach und Vladimír Mihočko gefördert wurde. Im Jahre 1990 wurde sie zusammen mit Ľubica Mládková vom ZŤS Topoľčany tschechoslowakische Meisterin im Damen-Doppel.
In der gleichen Disziplin gewann sie zudem siebenmal den slowakischen Meistertitel (1990 mit Renata Budayová-Žaťková, 1991 mit Adriana Brunaiová, 1992 mit Alena Vachovcová sowie 1996–1999 jeweils mit Valentina Popovová). 1991, 1992 und 2005 holte sich Zuzana Poliačková zudem auch im Einzel den slowakischen Meistertitel. Mitte der 1990er Jahre schloss sie sich dem Verein Banka Hodonín an.
Vom TuS Bad Driburg wechselte Poliačková zunächst zum tschechischen Verein SK Frýdlant nad Ostravicí und von dort zum SKST Baník Havířov, mit dem die 2004 die Mannschaftsmeisterschaft gewann. Seit 2004 spielt sie beim MSK Břeclav, mit dem sie 2005 erneut die Meisterschaft holte.
1993 trat sie erstmals international in Erscheinung und gewann in Ljubljana die Jugend-Europameisterschaft (Junioren) im Einzel vor der Französin Anne Boileau. Im ersten Satz übersahen die Schiedsrichter beim Stand von 26:25 für Poliačková einen Punkt der Französin. Nachdem Poliačková den Satz gewonnen hatte, wies sie auf den Fehler hin danach wurde das Satzergebnis korrigiert. Sie wurde dafür vom Internationalen Fair-Play-Komitee der UNESCO (CIFP) mit einem Ehrendiplom und vom Nationalen Olympischen Komitee der Slowakei mit dem Klub-Fair-Play-Preis ausgezeichnet. Im gleichen Jahr wurde sie erstmals für eine Weltmeisterschaft nominiert. Bis 2006 nahm sie an allen neun Weltmeisterschaften teil. Dreimal erreichte sie bei Europameisterschaften das Viertelfinale im Doppel, 1994 und 1998 mit Valentina Popovová, 2003 mit Eva Ódorová.
2006 beendete sie ihre internationale Laufbahn. Zuzana Demianová ist seit 2004 beim MSK Břeclav aktiv, seit einigen Jahren in der B-Mannschaft.

## Deutschland
1997 schloss Zuzana Poliačková sich – vom TJ Banka Hodonin kommend – dem deutschen Verein SV Darmstadt 98 an. Hier blieb sie zwei Jahre lang und ging dann zum Bundesligisten TuS Bad Driburg, den sie 2002 nach dem Erreichen des 2. Platzes in der Meisterschaft wieder verließ.

## Turnierergebnisse
| Verband | Veranstaltung                         | Jahr | Ort          | Land | Einzel     | Doppel        | Mixed     | Team  |
| ------- | ------------------------------------- | ---- | ------------ | ---- | ---------- | ------------- | --------- | ----- |
| SVK     | Europameisterschaft                   | 2003 | Courmayeur   | ITA  |            | Viertelfinale |           |       |
| SVK     | Europameisterschaft                   | 1998 | Eindhoven    | NED  |            | Viertelfinale |           |       |
| SVK     | Europameisterschaft                   | 1994 | Birmingham   | ENG  |            | Viertelfinale |           |       |
| SVK     | Jugend-Europameisterschaft (Junioren) | 1993 | Ljubljana    | SVN  | Gold       |               |           |       |
| SVK     | Pro Tour                              | 2006 | Velenje      | SVN  | letzte 32  |               |           |       |
| SVK     | Pro Tour                              | 2004 | Leipzig      | GER  | letzte 64  |               |           |       |
| SVK     | Pro Tour                              | 2004 | Croatia      | HRV  | letzte 16  |               |           |       |
| SVK     | Pro Tour                              | 2003 | Kobe         | JPN  | letzte 64  | letzte 16     |           |       |
| SVK     | Pro Tour                              | 2003 | Guangzhou    | CHN  | letzte 64  |               |           |       |
| SVK     | Pro Tour                              | 2003 | Croatia      | HRV  | letzte 64  |               |           |       |
| SVK     | Pro Tour                              | 2002 | Farum        | DEN  | letzte 64  |               |           |       |
| SVK     | Pro Tour                              | 2002 | Magdeburg    | GER  | letzte 64  |               |           |       |
| SVK     | Pro Tour                              | 2002 | Wels         | AUT  | letzte 64  |               |           |       |
| SVK     | Pro Tour                              | 2001 | Bayreuth     | GER  | letzte 64  | letzte 16     |           |       |
| SVK     | Pro Tour                              | 1999 | Linz/Wels    | AUT  |            | Rd 1          |           |       |
| SVK     | Pro Tour                              | 1997 | Linz         | AUT  | Rd 1       |               |           |       |
| SVK     | Pro Tour                              | 1997 | Belgrad      | YUG  | letzte 32  | letzte 16     |           |       |
| SVK     | Pro Tour                              | 1997 | Gdańsk       | POL  | letzte 32  | letzte 16     |           |       |
| SVK     | Weltmeisterschaft                     | 2006 | Bremen       | GER  |            |               |           | 22    |
| SVK     | Weltmeisterschaft                     | 2004 | Doha         | QAT  |            |               |           | 16    |
| SVK     | Weltmeisterschaft                     | 2003 | Paris        | FRA  | letzte 128 | letzte 32     | Qual      |       |
| SVK     | Weltmeisterschaft                     | 2001 | Osaka        | JPN  | letzte 128 | letzte 32     | letzte 64 | 28    |
| SVK     | Weltmeisterschaft                     | 2000 | Kuala Lumpur | MAS  |            |               |           | 13-16 |
| SVK     | Weltmeisterschaft                     | 1999 | Eindhoven    | NED  | letzte 128 | letzte 32     | letzte 64 |       |
| SVK     | Weltmeisterschaft                     | 1997 | Manchester   | ENG  | letzte 128 | letzte 64     | letzte 64 | 22    |
| SVK     | Weltmeisterschaft                     | 1995 | Tianjin      | CHN  | letzte 32  | letzte 32     | letzte 64 | 19    |
| SVK     | Weltmeisterschaft                     | 1993 | Göteborg     | SWE  | Qual       | letzte 64     | Qual      | 15    |